# Søren Pilmark
Søren Louis Pilmark Nielsen R. (født 16. oktober 1955 i København) er en dansk skuespiller, forfatter og filminstruktør. Han er blandt andet kendt for sit samarbejde med Per Pallesen, som medvirken i komikergruppen Ørkenens Sønner, flere filmroller, der bl.a. tæller Blinkende lygter, Kongekabale, Riget og de første fire film om Afdeling Q.
Han har spillet med i adskillige tv-serier, heriblandt hovedrollen som Svend Gønge i Gøngehøvdingen (1992), Sølvræven i tv-julekalenderen Tidsrejsen (2014), Emanuel Andreas Lundbye i 1864 (2014) samt Netflix-serien Vikings.
I mange år spillede han med i DSB's reklamefilm med dukken Harry. Han har også instrueret den Oscar-nominerede kortfilm Helmer & Søn (2006).
Han har modtaget en Bodil- og to Robertpriser. I Berlingske blev han kaldt for "dansk teaters vidunderbarn" i 2005.

## Opvækst og uddannelse
Pilmark blev født i København, hvor hans far Louis Nielsen var skoleinspektør, moderen Birte Nielsen var født Pilmark.
Allerede som seksårig medvirkede han i sin første film som statist, hvor han spillede en dreng på gaden, i Balling-komedien Den kære familie (1962).
Han er uddannet ved Skuespillerskolen ved Århus Teater 1977.

## Karriere
Pilmark har haft et langt samarbejde med Per Pallesen, hvor de sammen lavede Pallesen Pilmark Show (I-IV, 1984-98), der turnerede både i Asien og USA. En tv-version, som blev sendt på DR, vandt Sølvrosen ved Rose d'Or-festivalen i 1985.
Derudover kendes Pilmark og Pallesen også som hovedpersonerne i DR’s TV-serie Gøngehøvdingen fra 1992.
Han er medlem af Magisk Cirkel Danmark, og han er en dygtig tryllekunstner. Han har også spillet Hamlet på Det Kongelige Teater.
Siden 1991 har Pilmark været en del af komikergruppen Ørkenens Sønner sammen med Henrik Koefoed, Niels Olsen og Asger Reher, hvor han har spillet rollen som Omar Papa, der er logens magiske mester og tekniske geni. Han har desuden lavet tryllenumre på scenen, og spillet en lang række andre roller i gruppens sketches.
Pilmark har arbejdet som teaterinstruktør, både med børneklassikeren Dyrene i Hakkebakkeskoven (Det Danske Teater, 1996) og Sam Shepards drama Simpatico (Det Kongelige Teater, 1997).
I 2000 spillede han rollen som Torkild i actionkomedien Blinkende Lygter. Filmen blev en stor succes, og den bliver ofte nævnt som en de bedste danske film.
Mange kender Pilmark fra DSB's reklamer kaldet Harry og Bahnsen (90 episoder 2000-2011), hvor han er den togglade Bahnsen og overtrumfer dukken Harry (med stemme af Søs Egelind). Han var vært ved Det Internationale Melodi Grand Prix i Parken i 2001 sammen med Natasja Crone.
Søren Pilmark debuterede i 2006 som filminstruktør med kortfilmen Helmer & Søn, der blev nomineret til en Oscar for bedste kortfilm. Uden Pilmarks vidende tilmeldte producent Kim Magnusson filmen konkurrencen om verdens mest prestigefyldte filmpris, og Pilmark opdagede det først da nomineringerne blev offentliggjort.
I 2005 udkom interviewbogen Søren Louis Pilmark, skrevet af Kirsten Jacobsen.
Omkring 2010 trak Pilmark sig meget tilbage fra rampelyset, da han følte, at han havde prøvet meget af det, som han ønskede, og han havde samtidig en opsparing, der gjorde det muligt for ham at sige nej tak til de roller, som han blev tilbudt.
I 2016 vandt han sammen med Henrik Koefoed 1 mio. kr. i tv-quizzen Hvem vil være millionær?. Pilmark donerede sin gevinst til SOS Børnebyerne.
I 2017 var han vært på Charlies Revygalla sammen med Camilla Miehe-Renard.
Han spillede rollen som Marcus Jacobsen i thrillerne Kvinden i buret (2013), Fasandræberne (2014), Flaskepost fra P (2016) og Journal 64 (2018), baseret på Jussi Adler-Olsens romanserie om Afdeling Q.
I 2021 debuterede han som skønlitterær forfatter med bogen Varieté. Laurits og Valdemar, som er første bog i Varieté-serien. Romanen er et periodedrama om en tryllekunstner i et revy-teater i provinsen i 1910’ernes Danmark, og den blev nomineret til Bogforums Debutantpris Siden er kommet Varieté. Eva og Anna (2022) og Varieté. Rasmus (2024).

## Hæder
Den 3. december 1994 blev han Ridder af Dannebrog.
I 1995 modtog han Lauritzen-prisen i anerkendelse af fremragende præstation på teatret eller i film.
Pilmark modtog Robert for årets mandlige birolle i 1996 for Menneskedyret.
I 2000 fik han Teaterpokalen og den medfølgende pengepræmie på 50.000 for sin rolle som den tyske nobelprismodtager Werner Heisenberg i Michael Frayns teaterstykke København, som blev opsat på Betty Nansen Teatret. Han modtog også en Reumert for samme rolle.
I 2001 modtog han et legat fra Ole Haslunds Kunstnerfond. Han var også nomineret til Robertprisen for årets mandlige hovedrolle for sin rolle som Torkild i Blinkende Lygter .
I 2002 fik han prisen som bedste mandlige skuespiller for Blinkende Lygter ved Method Fest Independent Film Festival, der blev afholdt i Pasadena i Californien.
I 2004 vandt han både Bodilprisen for bedste mandlige birolle og en Robert for årets mandlige birolle for Kongekabale.
I 2008 fik han en bronzeportræt i en granitflise på Frederiksberg. Prisen kaldes Teaterflisen, og med den følger 50.000 kr.
I 2018 blev han udnævnt til æreskunstner og fik opkaldt en gade efter sig, Pilmarken, i Østermarie på Bornholm.

## Privatliv
Søren er gift med fotomodellen Susanne Pilmark, og sammen har de tre børn. De bor i København NV.[kilde mangler]
I 2018 satte Pilmark sit sommerhus i Bølshavn[kilde mangler] på Bornholm til salg for 7.995.000 kr., hvilket gjorde det til øens dyreste. Huset ligger mellem Svaneke og Gudhjem og er på knap 200 m2. Pilmark havde på dette tidspunkt ejet huset i omkring 14 år.

## Filmografi
| År   | Titel                                   | Rolle                        | Noter                                          |
| ---- | --------------------------------------- | ---------------------------- | ---------------------------------------------- |
| 1962 | Den kære familie                        | Dreng på gaden               | Debutfilm                                      |
| 1976 | Kassen stemmer                          | Matros i Salling             |                                                |
| 1982 | Maj                                     |                              |                                                |
| 1987 | Peter von Scholten                      | Orlogskaptajn Irminger       |                                                |
| 1990 | Camping                                 | Søren                        | Per Pallesen medvirker også.                   |
| 1993 | Roser og persille                       | Benny, musiker og optiker    |                                                |
| 1993 | De skrigende halse                      | Djarnis                      |                                                |
| 1995 | Menneskedyret                           | Præst                        | Årets mandlige birolle                         |
| 2000 | Blinkende lygter                        | Thorkild                     |                                                |
| 2000 | Anna                                    | Tom, Annas mand              |                                                |
| 2001 | Kat                                     | Kriminalassistent Peter Hald |                                                |
| 2003 | Rembrandt                               | Christoffer Bæk              |                                                |
| 2004 | Lad de små børn                         | Niels                        |                                                |
| 2004 | Kongekabale                             | Erik Dreier Jensen           | Bedste mandlige birolle Årets mandlige birolle |
| 2005 | Bare Holger                             |                              |                                                |
| 2006 | Lotto                                   | Jørgen                       |                                                |
| 2007 | Hvordan vi slipper af med de andre      | Christian                    |                                                |
| 2007 | De kaldte os frisører                   |                              |                                                |
| 2007 | De unge år: Erik Nietzsche sagaen del 1 | Mads                         |                                                |
| 2007 | Til døden os skiller                    | Erik                         |                                                |
| 2009 | Kærestesorger                           | Agnetes far                  |                                                |
| 2009 | Ved Verdens Ende                        | Consul                       |                                                |
| 2010 | Parterapi                               | Ulrik                        |                                                |
| 2010 | Kvinden i buret                         | Marcus Jacobsen              |                                                |
| 2014 | Familien Jul                            | Campingfatter                |                                                |
| 2016 | Flaskepost fra P                        | Marcus Jacobsen              |                                                |
| 2017 | Mesteren                                | David                        |                                                |
| 2018 | Journal 64                              | Marcus Jacobsen              |                                                |

### Tv-serier
| År      | Titel                  | Rolle                                      | Noter             |
| ------- | ---------------------- | ------------------------------------------ | ----------------- |
| 1981    | Krigsdøtre             | Søren                                      |                   |
| 1982    | Opfinderkontoret       |                                            |                   |
| 1982-83 | Een stor famlie        | Udviklingschef, civiløkonom Bjarn B. Bruun |                   |
| 1985    | Klitgården             | Ole                                        |                   |
| 1988    | To som elsker hinanden | Hans Madsen                                | Miniserie         |
| 1992    | Blændet                | Hans Andersen                              | Miniserie         |
| 1992    | Gøngehøvdingen         | Titelrollen som Svend "Gønge" Poulsen      |                   |
| 1992    | Kald mig Liva          | skuespiller Arne Weel                      | Miniserie         |
| 1994    | Riget                  | Jørgen Krogshøj, kaldet "Krogen"           |                   |
| 1997    | Riget II               | Jørgen Krogshøj, kaldet "Krogen"           |                   |
| 1999    | Taxa                   | Ejendomsmægler Sander, Annas mand          |                   |
| 2000    | Edderkoppen            | Schøtt                                     | Miniserie         |
| 2000    | Skjulte spor           | Ernst                                      |                   |
| 2003    | De Drabbade            |                                            |                   |
| 2003    | Nissernes Ø            | Figur Figursson                            | Julekalender      |
| 2007    | Mr. Poxycat & Co       |                                            |                   |
| 2007    | Lysets nøgle           | Fyrmester Malleus                          |                   |
| 2009    | Forbrydelsen 2         | PET-chef Erik König                        |                   |
| 2010    | Lykke                  | Johannes Dam                               |                   |
| 2013-18 | Badehotellet           | Thorvald Stauning                          |                   |
| 2014    | Tidsrejsen             | Sølvræven                                  | Julekalender      |
| 2014    | 1864                   | Oberst E. A. Lundbye                       |                   |
| 2015    | Vikings                | Svend Tveskæg                              | Afsnit 6, sæson 3 |

### Animationsfilm
- Aristocats (1970) - Thomas O'Malley (i 1994-nyindspilning – Preben Neergaard lagde oprindeligt stemme til rollen som O'Malley)
- Prinsen af Egypten (1998) - Huy
- Flugten fra Hønsegården (2000) - Rocky
- De Frygtløse: The Muuhvie (2004) – Alameda Slim
- Over hækken (2006) – RJ
- LEGO Filmen (2014) – Direktøren/Diktatoren
- The Boss Baby (2017) – Boss Baby
- LEGO Filmen 2 (2019) – Direktøren/Diktatoren

### Teater
| År   | Titel                  | Rolle                 | Teater               | Noter                                               |
| ---- | ---------------------- | --------------------- | -------------------- | --------------------------------------------------- |
| 1978 | Guys and Dolls         |                       | Aarhus Teater        | [ 28 ]                                              |
| 1981 | Marx og Coca-Cola      | Morten                | Det Kongelige Teater |                                                     |
| 1985 | Om natten før skoven   | Monologen             | Det Kongelige Teater |                                                     |
| 1983 | Erasmus Montanus       | Erasmus Montanus      | Det Kongelige Teater |                                                     |
| 1987 | Mågen                  | Konstantin            | Det Kongelige Teater |                                                     |
| 1985 | Piraterne fra Penzance | Piratkonge            | Folketeatret         |                                                     |
| 1987 | Der var engang         | Prinsen               | Det Kongelige Teater |                                                     |
| 1991 | Ordet                  | Johannes              | Betty Nansen Teatret |                                                     |
| 1992 | Hamlet                 | Prins Hamlet          |                      |                                                     |
| 1994 | Richard den Tredje     | Richard 3. af England |                      |                                                     |
| 1995 | Mamets Oleanna         | John                  |                      |                                                     |
| 1996 | Miss Saigon            | Engineer              | Østre Gasværk        |                                                     |
| 1999 | København              | Werner Heisenberg     | Betty Nansen Teatret | Modtog Teaterpokalen og Årets Reumert for sin rolle |
| 1999 | Trold kan tæmmes       |                       | Gladsaxe Teater      |                                                     |
| 2002 | Det store scoop        |                       |                      |                                                     |
| 2009 | Don Carlos             | Kong Philip           |                      |                                                     |
| 2010 | My Fair Lady           | professor Higgins     |                      |                                                     |
| 2021 | En folkefjende         | Stockmann             |                      |                                                     |